# ダグラス・ウォーリック
ダグラス・ウォーリック（Douglas Warrick）は米オレゴン州立大学動物学科の生物物理学助教授。ネブラスカ大学で生命科学で学士号、オレゴン大学で生物学で修士号を取得後、モンタナ大学で生物学で博士号を取得した。
現在、鳥類、特にハチドリとハトの飛翔を研究している。これまでに2つの論文が科学雑誌 Nature に掲載された。

## 典拠
1. ↑  “Hummingbird flight an evolutionary marvel”. Innovations Report. (2005年6月23日) 2006年11月11日閲覧。
2. ↑  “George Fox Professor’s Hummingbird Research Published in Journal Nature”. George Fox University. (2005年6月22日).  オリジナルの2006年9月1日時点におけるアーカイブ。 2006年11月11日閲覧。
3. ↑  “Aerodynamics of the hovering hummingbird”. Nature. (2005年6月23日) 2006年11月11日閲覧。
4. ↑  “Douglas Warrick biography”.  Oregan State University College of Science. 2006年11月11日閲覧。